# Nicky Sahlström
Nikolaus "Nicky" Nilsson Sahlström, född 6 december 1853 i Grava socken i Värmland, död 18 juni 1932 i Rytterne församling, Västmanland var en svensk konstnär. Han är son till Maria Larsson änka efter skomakaren Nils Jonsson. Han arbetade med teckning, akvarell, pastell och ibland även glasmålning. Han målade landskap och porträtt.
Nicky Sahlström studerade vid Slöjdskolan i Stockholm (nuvarande Konstfack) 1871–1872, och sedan i S:t Petersburg och Berlin. Han drev målarskola i Hamburg och Gävle.
Sahlström är representerad i Örebro rådhus med en tavla av Örebro slott.

## Galleri

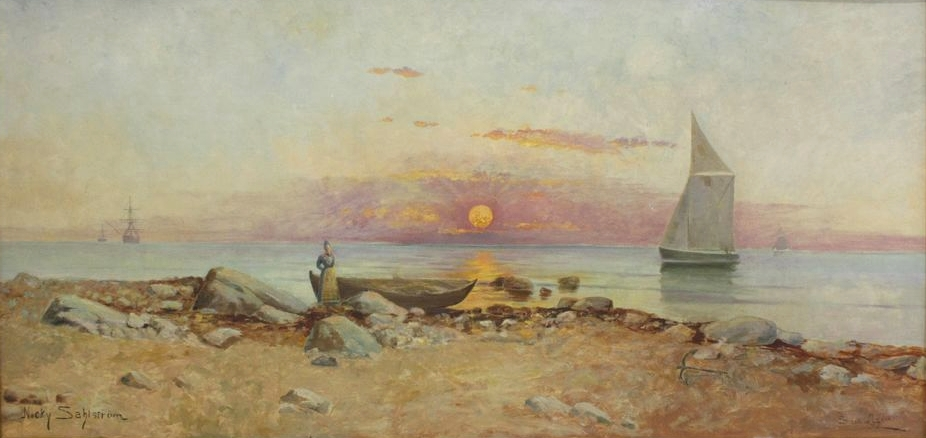
Strand vid Lysekil